# Перевощиков, Александр Васильевич
Алекса́ндр Васи́льевич Перево́щиков (1849 — не ранее 1917) — председатель Кунгурской уездной земской управы, член Государственной думы 1-го и 4-го созывов от Пермской губернии.

## Биография
Православный. Из крестьян деревни Юмыш Кыласовской волости Кунгурского уезда, личный почетный гражданин.
Окончил одноклассное народное училище. Занимался сельским хозяйством (50 десятин) и бакалейной торговлей, владел водяной мельницей.
Около 18 лет состоял волостным судьей. В 1882 году был избран председателем Кунгурской уездной земской управы, в каковой должности пробыл 3 трёхлетия. В 1903—1904 годах, по приглашению губернатора, участвовал в губернских совещаниях о нуждах сельскохозяйственной промышленности и по пересмотру Положения о крестьянах. Кроме того, в разные годы состоял членом Кунгурского уездного раскладочного присутствия, попечителем Юмышской церковно-приходской школы, почетным попечителем Кыласовского народного училища, членом попечительного совета Кунгурской женской гимназии, почетным членом и казначеем уездного попечительства детских приютов Ведомства учреждений императрицы Марии, а также товарищем председателя Кунгурского комитета попечительства о народной трезвости. В Кыласове открыл избу-читальню и приют для призрения неизлечимых больных, а в деревне Гари Кыласовской волости устроил школу грамотности.
За труды по народному образованию был награждён Библией от Священного Синода. Из наград имел медаль «За усердие» на Станиславской ленте, медали в память царствования императора Александра III и за труды по переписи населения 1897 года, а также медаль Красного Креста «В память русско-японской войны».
В 1906 году был избран в члены I Государственной думы от Пермской губернии съездом уполномоченных от волостей. Входил в группу беспартийных. Выступал по аграрному вопросу. В ноябре 1906 года был вновь избран председателем уездной земской управы и оставался в этой должности до революции 1917 года.
При посещении Кунгурского уезда великой княгиней Елизаветой Федоровной, её сестрой принцессой Баттенбергской и племянницей принцессой Луизой, как председатель земской управы, приветствовал великую княгиню на станции Ергач 13 июля 1914 года, поднеся Её Императорскому Высочеству Казанскую икону Божией Матери. Часть расходов по приему высоких особ в Кунгурском уезде была оплачена за счет думского жалования Перевощикова, который был пожалован портретом великой княгини Елизаветы Федоровны с её подписью.
В 1912 году был избран членом Государственной думы от Пермской губернии съездом уполномоченных от волостей. Входил во фракцию русских националистов и умеренно-правых, после её раскола в августе 1915 года — в группу сторонников П. Н. Балашова. Состоял членом комиссий: земельной, по рабочему вопросу, о торговле и промышленности.
Во время Февральской революции был в Кунгуре. В апреле 1917 года был вызван Временным комитетом Государственной думы в Петроград, подозревался в связях с полицией, однако бездоказательно. Дальнейшая судьба неизвестна. Был вдовцом, имел двоих взрослых детей, сына Николая и дочь Марию.